# Østofte Kirke
Østofte Kirke er en kirke i Nørreballe på Lolland, der er bygget omkring år 1345. Den har ca. 280 siddepladser.

## Eksterne kilder og henvisninger
- Wikimedia Commons har flere filer relateret til Østofte Kirke
- Østofte Kirke hos KortTilKirken.dk
- Østofte Kirke på danmarkskirker.natmus.dk (Danmarks Kirker, Nationalmuseet)